# Sympiesis notata
Sympiesis notata är en stekelart som först beskrevs av Zetterstedt 1838.  Sympiesis notata ingår i släktet Sympiesis och familjen finglanssteklar. Arten är reproducerande i Sverige. Inga underarter finns listade i Catalogue of Life.